# Colonna di Astoria

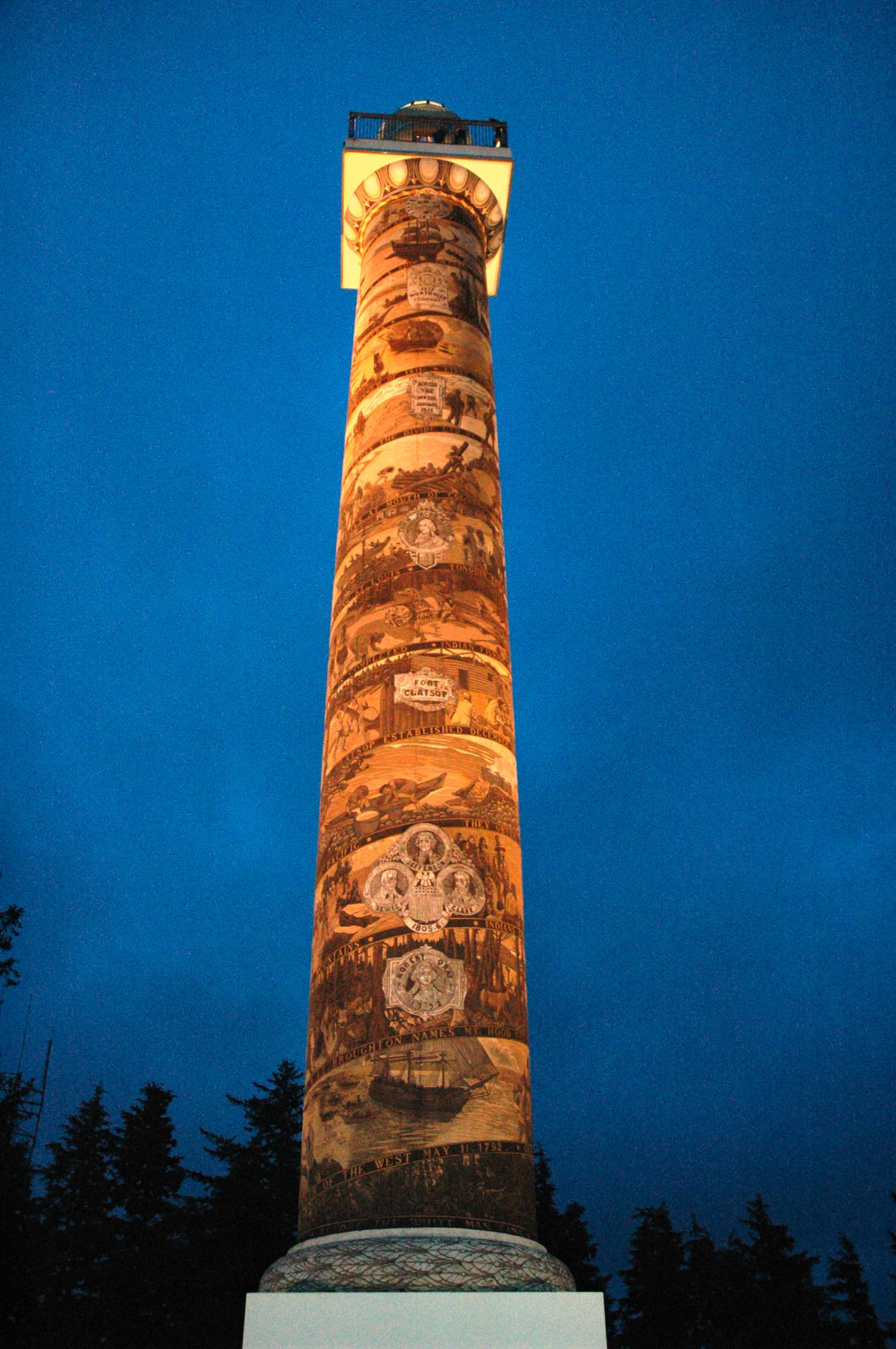
La Colonna di Astoria

La Colonna di Astoria (Astoria Column, anche nota come Colonna Astoria) è una colonna coclide, principale monumento di Astoria, Oregon. Ispirata alla Colonna Traiana, fu inaugurata nel 1926, e dal 1974 fa parte del National Register of Historic Places.
La colonna è stata progettata dall'architetto Electus Litchfield ed è decorata con uno sgraffito a spirale lungo 160 metri opera di Attilio Pusterla, che illustra i momenti più significativi della storia dell'Oregon.